# Йон ван Лун
Йон ван Лун е бивш нидерландски футболист. Играе като нападател.

## Биография
Роден е на 4 февруари 1965 г. в Утрехт.

### Национален отбор
Записал е и 7 мача за националния отбор на Нидерландия. Играе в квалификациите за Световното първенство по футбол през 1986 г. и Световното първенство по футбол през 1990 г. в Италия.
| Нидерландия | Нидерландия | Нидерландия |
| Година      | Мачове      | Голове      |
| ----------- | ----------- | ----------- |
| 1985        | 1           | 0           |
| 1986        | 0           | 0           |
| 1987        | 0           | 0           |
| 1988        | 1           | 0           |
| 1989        | 3           | 1           |
| 1990        | 2           | 0           |
| Общо        | 7           | 1           |